# (8894) 1995 PV
1995 بي في (ويعرف أيضًا باسم (8894) 1995 بي في وفق تسمية الكوكب الصغير) (بالإنجليزية: 1995 PV)‏ هو كويكب ضمن حزام الكويكبات؛ وترتيبه 8894 من حيث الاكتشاف.
اكتُشف هذا الجُرم الفلكي بواسطة Yoshisada Shimizu ‏ في 2 أغسطس 1995.

## وصلات خارجية
- (8894) 1995 PV في قاعدة بيانات مختبر الدفع النفاث لأجرام النظام الشمسي الصغيرة

- الاكتشاف · مخطط المدار ·  العناصر المدارية · المعلمات المادية

- (8894) 1995 PV على موقع ويكي سكاي: DSS2, SDSS, GALEX, IRAS, Hydrogen α, X-Ray, Astrophoto, Sky Map, Articles and images